# Fabian Fuchs
Pour les articles homonymes, voir Fuchs.
Fabian Fuchs, né le 20 décembre 1961 à Malters, est un coureur cycliste suisse, professionnel de 1987 à 1992.

## Biographie
Il est recruté en juillet 1987 par l'équipe belge Hitachi pour compléter son effectif pour le Tour de France. En 1989, il termine deuxième d'une étape du Critérium du Dauphiné libéré. Il est lors des deux dernières années de sa carrière un des coéquipiers de Miguel Indurain dans l'équipe Banesto. Il épaule celui-ci lors de son premier Tour d'Italie victorieux.

## Palmarès
- 1984
  -  Champion de Suisse contre-la-montre par équipes
- 1986
  - Tour du Schynberg
  - 3e du Tour du Canton de Genève
- 1987
  - Grand Prix de Chiasso
  - 2e du Grand Prix de Genève
  - 2e du Tour du Canton de Genève
  - 3e de la Semaine cycliste bergamasque
  - 3e du Kaistenberg Rundfahrt
  - 3e du Tour du Leimental
- 1988
  - Classement général du Grand Prix Guillaume Tell
  - Grand Prix de Lausanne
  - 2e du Tour du Wartenberg
  - 2e de la course de côte de Sierre-Loye
  - 2e de Martigny-Mauvoisin
  - 3e du championnat de Suisse sur route
  - 3e de Visp-Grächen
  - 8e du Tour de Suisse
- 1989
  - Tour du Wartenberg
  - Grand Prix du Canton de Zurich
  - 2e de la course de côte de Sierre-Loye
- 1990
  - Course de côte de Sierre-Loye
  - 3e du Tour des vallées minières
  - 10e du Tour de Romandie
- 1991
  - 5e étape du Tour de Burgos (contre-la-montre par équipes)
  - 2e du Tour du Wartenberg
  - 3e du Tour de Galice

## Résultats sur les grands tours

### Tour de France
1 participation
- 1987 : 51e

### Tour d'Italie
3 participations
- 1988 : abandon 14e étape
- 1991 : 21e
- 1992 : 32e